# 肯特邨 (愛荷華州)
肯特邨（英語：Kent Estates）是位於美國愛荷華州馬斯卡廷縣的一個人口普查指定地區。

## 人口
根據2010年美國人口普查的數據，肯特邨的面積為11.78平方千米，當中陸地面積為11.78平方千米，而水域面積為0.00平方千米。當地共有人口1782人，而人口密度為每平方千米151.27人。